# اسخرپنزیل
شرپنزل (به هلندی: Scherpenzeel) یک منطقهٔ مسکونی در هلند است که در وست‌استلینگ‌ورف واقع شده‌است. شرپنزل ۴۴۹ نفر جمعیت دارد.